# Trofeo Éric Bompard 2010
El Trofeo Éric Bompard de 2010 fue una competición internacional de patinaje artístico sobre hielo, la sexta del Grand Prix de patinaje artístico sobre hielo de la temporada 2010-2011. Organizada por la federación francesa de deportes sobre hielo, tuvo lugar en París, entre el 25 y el 28 de noviembre de 2010 Se realizaron competiciones en las modalidades de patinaje individual masculino, femenino, patinaje en parejas y danza sobre hielo, y sirvió como clasificatorio para la Final del Grand Prix de 2010.

## Resultados

### Patinaje individual masculino
| Clasificación | Nombre            | País           | Puntuación | Programa corto | Programa corto | Programa libre | Programa libre |
| ------------- | ----------------- | -------------- | ---------- | -------------- | -------------- | -------------- | -------------- |
| 1             | Takahiko Kozuka   | Japón          | 248,07     | 1              | 77,64          | 1              | 170,43         |
| 2             | Florent Amodio    | Francia        | 229,38     | 2              | 75,62          | 2              | 153,76         |
| 3             | Brandon Mroz      | Estados Unidos | 214,31     | 3              | 72,46          | 3              | 141,85         |
| 4             | Kevin Reynolds    | Canadá         | 200,13     | 7              | 66,13          | 4              | 134,00         |
| 5             | Chafik Besseghier | Francia        | 185,69     | 4              | 70,33          | 7              | 115,36         |
| 6             | Nan Song          | China          | 181,53     | 8              | 62,88          | 5              | 118,65         |
| 7             | Peter Liebers     | Alemania       | 177,54     | 6              | 66,53          | 8              | 111,01         |
| 8             | Anton Kovalevski  | Ucrania        | 173,92     | 9              | 55,79          | 6              | 118,13         |
| 9             | Zoltán Kelemen    | Rumania        | 161,70     | 10             | 53,02          | 9              | 108,68         |
| Abandonó      | Brian Joubert     | Francia        | 66,95      | 5              | 66,95          |                |                |

### Patinaje individual femenino
| Clasificación | Nombre             | País           | Puntuación | Programa corto | Programa corto | Programa libre | Programa libre |        |
| ------------- | ------------------ | -------------- | ---------- | -------------- | -------------- | -------------- | -------------- | ------ |
| 1             | 1                  | Kiira Korpi    | Finlandia  | 169,74         | 1              | 61,39          | 2              | 108,35 |
| 2             | Mirai Nagasu       | Estados Unidos | 167,79     | 2              | 58,72          | 1              | 109,07         |        |
| 3             | Alissa Czisny      | Estados Unidos | 159,80     | 4              | 55,50          | 4              | 104,30         |        |
| 4             | Cynthia Phaneuf    | Canadá         | 155,11     | 6              | 50,51          | 3              | 104,60         |        |
| 5             | Mao Asada          | Japón          | 148,02     | 7              | 50,10          | 5              | 97,92          |        |
| 6             | Haruka Imai        | Japón          | 145,47     | 3              | 58,38          | 9              | 87,09          |        |
| 7             | Sonia Lafuente     | España         | 143,60     | 8              | 46,81          | 6              | 96,79          |        |
| 8             | Fumie Suguri       | Japón          | 138,18     | 5              | 50,76          | 8              | 87,42          |        |
| 9             | Maé Bérénice Méité | Francia        | 137,08     | 11             | 41,69          | 7              | 95,39          |        |
| 10            | Sarah Hecken       | Alemania       | 130,17     | 9              | 46,73          | 10             | 83,44          |        |
| 11            | Candice Didier     | Francia        | 120,80     | 10             | 46,06          | 12             | 74,74          |        |
| 12            | Léna Marrocco      | Francia        | 113,31     | 12             | 38,39          | 11             | 74,92          |        |

### Patinaje en parejas
| Clasificación | Nombre                            | País            | Puntuación | Programa corto | Programa corto | Programa libre | Programa libre |
| ------------- | --------------------------------- | --------------- | ---------- | -------------- | -------------- | -------------- | -------------- |
| 1             | Aliona Savchenko / Robin Szolkowy | Alemania        | 197,88     | 1              | 66,65          | 1              | 131,23         |
| 2             | Vera Bazarova / Yuri Larionov     | Rusia           | 183,00     | 2              | 64,18          | 2              | 118,82         |
| 3             | Maylin Hausch / Daniel Wende      | Alemania        | 157,42     | 3              | 54,02          | 3              | 103,40         |
| 4             | Mylène Brodeur / John Mattatall   | Canadá          | 145,31     | 4              | 45,47          | 4              | 99,84          |
| 5             | Felicia Zhang / Taylor Toth       | Estados Unidos  | 127,48     | 5              | 40,93          | 5              | 86,55          |
| 6             | Klara Kadlecova / Petr Bidar      | República Checa | 112,08     | 7              | 39,32          | 6              | 72,76          |
| 7             | Anna Khnychenkova / Mark Magyar   | Hungría         | 110,13     | 6              | 39,46          | 7              | 70,67          |

### Danza sobre hielo
| Clasificación | Nombre                                | País           | Puntuación | Danza corta | Danza corta | Danza libre | Danza libre |
| ------------- | ------------------------------------- | -------------- | ---------- | ----------- | ----------- | ----------- | ----------- |
| 1             | Nathalie Péchalat / Fabian Bourzat    | Francia        | 161,82     | 1           | 65,48       | 1           | 96,34       |
| 2             | Yekaterina Riazanova / Iliá Tkachenko | Rusia          | 146,79     | 2           | 60,81       | 2           | 85,98       |
| 3             | Madison Chock / Greg Zuerlein         | Estados Unidos | 138,48     | 3           | 58,09       | 3           | 80,39       |
| 4             | Pernelle Carron / Lloyd Jones         | Francia        | 126,94     | 4           | 53,36       | 4           | 73,58       |
| 5             | Huang Xintong / Zheng Xun             | China          | 123,10     | 7           | 49,55       | 5           | 73,55       |
| 6             | Kharis Ralph / Asher Hill             | Canadá         | 121,39     | 6           | 50,50       | 6           | 70,89       |
| 7             | Isabella Cannuscio / Ian Lorello      | Estados Unidos | 116,60     | 5           | 52,19       | 7           | 64,41       |
| 8             | Dora Turoczi / Balazs Major           | Hungría        | 104,03     | 8           | 41,27       | 8           | 62,76       |